# シンフォニティー
シンフォニティー（SYMPHONITY）は、チェコ・ブルノ出身のシンフォニックメタルバンドである。
ストラトヴァリウスに代表される北欧メタルのスタイルを取り入れている事もあり、シンフォニックで力強く、そしてドラマティックな曲調が特徴である。

## メンバー

### 現メンバー
- Konstantin Naumenko コンスタンティン・ナウメンコ (Vo) 2020年～
- Marian "Mayo" Petranin マヨ・ペトラニン (Vo) 2019年～
- Libor Krivak リボール・クリヴァク (G) 1994年～
- Tomáš Sklenář トマーシュ・スクレナージ (B) 2018年～

### 元メンバー
- Pavel Svejda パヴェル・シュヴェイダ (Vo,G) 1996年～1999年
- Petr Vyslouzil ペトル・ヴィスロウジル (B) 1998年～1999年
  - 脱退後も、本バンドの作詞を一部担当している。
- Karel Palat カレル・パラット (Vo)

1998年～1999年
- Tomas Suchacek トーマス・スハチェク (Dr) 1994年～2005年
- Vilem Majtner ヴィレム・メイティナー (Vo)  2000年～2006年
- Mathias Biehl マティアス・ビエール (Dr) 2009年～2012年
- Tomas Celechovsky トーマス・セレコフスキー (B) 2005年～2012年
- Ivo Hofmann イヴォ・ホフマン (Key) 2004年～2018年
- Olaf Hayer オラフ・ヘイヤー (Vo) 2008年～2018年
- Ronnie König ロナルド・ケーニッヒ (B) 2013年～2018年
- Herbie Langhans ハービー・ランガンス (Vo) 2015年～2018年
- Martin "Marthus" Skaroupka マーティン・スカロウプカ (Dr) 2005年～2008年, 2016年～2018年
- Antonio Abate アントニオ・アバーテ (Vo) 2018年～2020年
- Radim Večeřa ラディム・ヴェチェージャ (Dr) 2018年～2020年

## バイオグラフィー
1994年、当時、チェコのブルノで学生バンドを結成していたギターのリボール・クリヴァク、ドラムのトーマス・スハチェクが中心となり、前身バンドである「オッター（OTTER）」を結成。ハロウィンやガンマ・レイに代表されるジャーマンメタルのスタイルを標榜して活動を行なう。1996年、バンド名を「ネメシス（NEMESIS）」へ改称して、デモテープの制作や、その傍らでブルノを中心としてチェコ国内にてライブ活動を行なう等、精力的に活動を行なう。その後2003年に、イタリアの老舗レーベルであるアンダーグラウンド・シンフォニーと契約して1stアルバム・「Goddess of Revenge」をリリースし、メジャーデビューを果たす。スタイルも、ジャーマンメタルの様な正統派ヘヴィメタルから北欧メタルの様なシンフォニックメタルへと移行している。日本でも同年、ヘヴィメタル・レーベルであるHOT ROCKIN'よりリリースされ、隠れた人気を誇る。
2004年にはキーボードにイヴォ・ホフマンを、翌年の2005年にはベースにトーマス・セレコフスキーを迎えて、自身のライブ活動の他、スロバキア・ジリナで行なわれたナイトウィッシュのライブにゲスト参加する等、精力的に活動を行なう。同年内に、結成当初からのメンバーであったドラムのトーマス・スハチェクが脱退、程無くして後継にマーティン・スカロウプカが加入した。
アンダーグラウンド・シンフォニーからドイツの老舗レーベルであるLMP(Limb Music Products)へ移籍し、2ndアルバムのレコーディングへ向けて活動を行なっていた2006年、ボーカルのヴィレム・メイティナーが脱退し、急遽、代役として当時ディオニソスや、ラプソディー・オブ・ファイアのギタリストであるルカ・トゥリッリのソロ・バンドでボーカルを務めていたオラフ・ヘイヤーをゲストの形で迎えて、2ndアルバムのレコーディングを続ける。しかし2008年、オラフがメインとして活動していたディオニソスの解散を機に、オラフが正式にバンドのメンバーとなり、改めてLMPと契約する際、ネメシスという名のバンドがチェコ国内外に多数存在していた事もあってバンド名をシンフォニティー（SYMPHONITY）へ改称して、メジャー通算2枚目となるアルバム・「Voice from the Silence」をリリースする。ちなみに本作では、エンジニアとして元ヘヴンズ・ゲイトのサシャ・ピートが携わっている。
2012年にベースのトーマス・セレコフスキーが膵臓ガンで死去。翌2013年、その後継としてシグナム・レジスのロナルド・ケーニッヒが加入した。
2015年にはシンブリードのボーカルを務めるハービー・ランガンスが加わり、オラフ・へイヤーとのツイン・ヴォーカル体制となった。
2016年に改名後としては2枚目、メジャー通算では3枚目となるアルバム「King of Persia」をリリースした。
なお同アルバムの『A Farewell That Wasn't Meant to Be』は4年前に亡くなったトーマス・セレコフスキーに捧げる曲となっている。
2018年、オラフ・ヘイヤーらが脱退。新たにボーカルとしてペルセウスのアントニオ・アバーテ、ドラムにドリーム・パトロールのラディム・ヴェチェージャ、ベースにトマーシュ・スクレナージが加入した。
2019年には元シグナム・レジスのマヨ・ペトラニンが加入、再びツイン・ヴォーカル体制となった。アントニオはオラフ、マヨはハービーのパートを担当する。同年、1stシングル「Crimson Silk」をリリース。
2020年、アントニオ・アバーテの脱退と、新ボーカルとしてサンライズのコンスタンティン・ナウメンコの加入が発表された。同年、2枚目のシングル「Dreaming of Home」がリリースされた。ラディム・ヴェチェージャはこれを最後に、バンドを離れることとなった。

## ディスコグラフィー

### ネメシス
- 2003年 Goddess of Revenge

### シンフォニティー
- 2008年 Voice from the Silence
- 2016年 King of Persia
- 2019年 Crimson Silk
- 2020年 Dreaming of Home

## 外部サイト
- 公式サイト
- MySpace公式ページ